# Лантара, Симон
Симо́н-Матюрен Лантара́ (фр. Simon Mathurin Lantara; 24 марта 1729, Онси-сюр-Эколь — 22 декабря 1778, Париж) — французский художник-пейзажист XVIII века.

## Биография
Его отец был ткачом, а сам он начал жизнь работая пастушком, и провёл жизнь в бедности, отчасти оттого, что мало писал, отчасти от невоздержанности.
С детства отличался любовью и талантом к рисованию. Рисовал, как самоучка, окружающую природу, вывески для торговых заведений, пока его работы однажды не увидел сын владельца местного замка М. Жиллет де Ламон, не забрал его с собой в Версаль и не отдал в обучение. Достигнув определённого мастерства, Лантара переехал в столицу, брал уроки живописи, а затем покинул студию учителя и занялся самостоятельным творчеством.
Жил, не заботясь о будущем, пока доходы от продажи его картин не прекратились, как только богатые заказчики, привлекавшие Лантара в свои дома, обнаружили, что прежней лëгкости и мастерства в работах художника уже нет.
Умер в парижской больнице Шарите в 1778 году.

## Творчество
Несмотря на быстрый успех и неупорядоченность в жизни, Лантара считается одним из лучших французских пейзажистов. Его манера напоминает картины Клода Лоррена. Он значительно преуспел в изображении воздушной перспективы, небо на его картинах в разное время суток отличается тонкими и изысканными тонами и лёгкостью. Тона его картин очень правдивы, и даже в рисунках его, сделанных в два тона, много воздушности.
Лантара изображал закаты и восходы солнца, лунное сияние, туманы, деревья и воду. Он верно понимал природу и с поэзией передавал впечатления от неё; в особенности хороши его лунные пейзажи. Фигуры в его картинах всегда написаны другими художниками.
Изредка Лантара гравировал пейзажи крепкой водкой.
Произведения его редко встречаются в общественных галереях и у частных лиц. Работы живописца теперь ценятся намного больше, чем в его времена. В Лувре имеется один его утренний пейзаж, подписанный и датированный 1761 годом.
В 1809 году с большим успехом был поставлен водевиль под названием «Лантара, или художник в кабаке».